# Washington Rodríguez (Boxer)

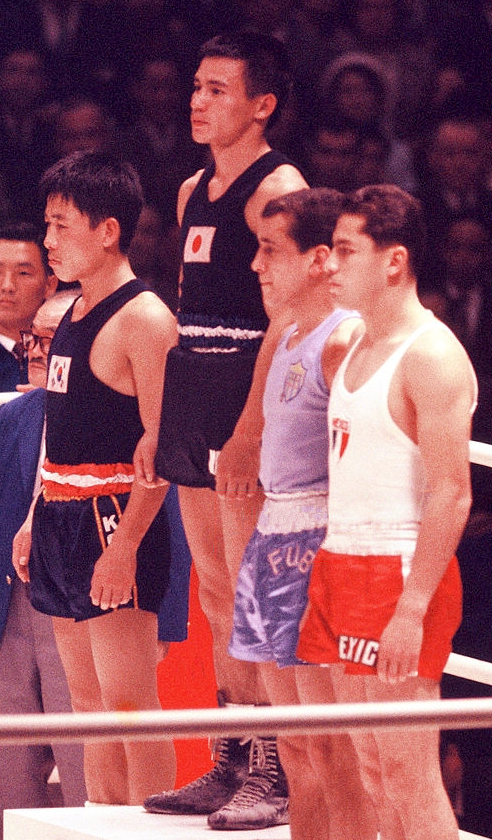
Washington Rodríguez (2. von rechts)

Washington Rodríguez, vollständiger Name Washington Rodríguez Medina, (* 6. April 1944 in Montevideo; † 31. Dezember 2014 ebenda) war ein uruguayischer Boxer. 
Der 1,59 Meter große, „Cuerito“ genannte Rodríguez nahm an den Panamerikanischen Spielen 1963 in São Paulo teil. Dort konnte er sich in der Bantamgewichtsklasse nicht in den Medaillenrängen platzieren. Er gehörte ebenfalls dem uruguayischen Aufgebot bei den Olympischen Sommerspielen 1964 in Tokio an. Bei den Spielen in Japan gewann er nach Siegen gegen Sam An Ek, Jaroslav Slajs und Karimu Young überraschend und auch für das Comité Olímpico Uruguayo unerwartet Bronze im Bantamgewicht, nachdem er zuvor im Halbfinalkampf dem späteren japanischen Olympiasieger Takao Sakurai nach Punkten unterlegen war. Damit blieb er 36 Jahre lang letzter Olympiamedaillengewinner Uruguays, bis bei den Olympischen Sommerspielen 2000 der Radsportler Milton Wynants für das kleine südamerikanische Land eine Silbermedaille holte. Rodríguez ist (Stand: 2. Januar 2015) der einzige uruguayische Boxer, dem ein Medaillengewinn bei Olympischen Spielen gelang.
In der zweiten Hälfte der 1960er Jahre betätigte er sich als Profiboxer. Am 17. April 1965 verlor er im argentinischen Tostado durch K. o. gegen Carlos Cappella. Es folgten fünf Profikämpfe im heimischen Montevideo, die er allesamt gewann. So besiegte er am 22. Dezember 1965 im Palacio Peñarol den Argentinier Juan Carlos Moreyra durch technischen K.o. und am 2. Februar 1966 Jorge Jesus Flores nach Punkten. Zwei weiteren Siegen durch technischen K. o. gegen Dionisio Vilches (1. August 1968) und Alcides Ferrujo (30. Oktober 1968) ließ er am 7. Juli 1969 seinen letzten Kampf folgen. Er knockte Martin Lobo in der 10. Runde aus und beendete anschließend seine Karriere.